# Violettes Rispengras
Das Violette Rispengras (Bellardiochloa variegata) ist eine Pflanzenart aus der Gattung (Bellardiochloa) und damit der Familie der Süßgräser (Poaceae).

## Beschreibung

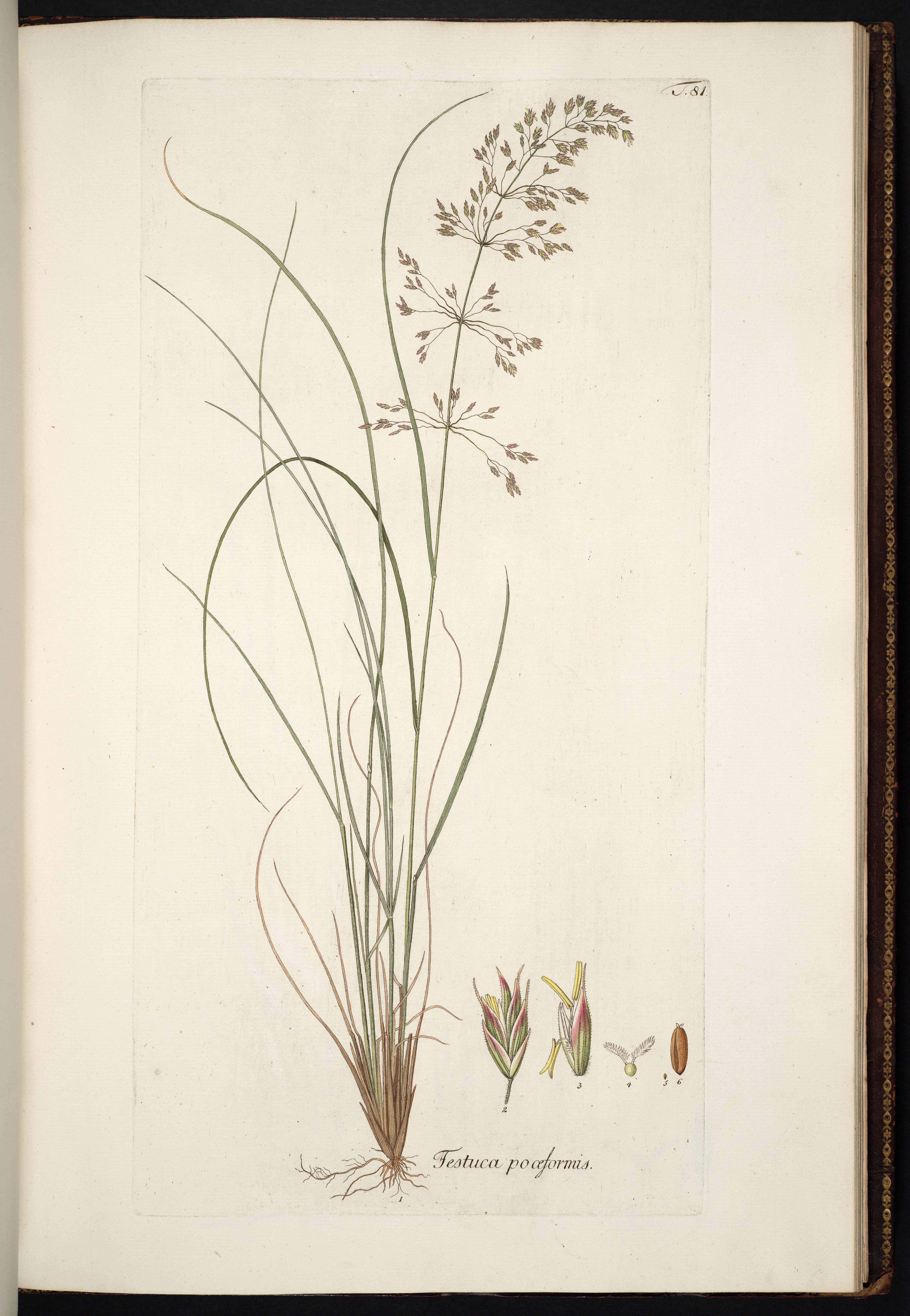
Violettes Rispengras, Illustration

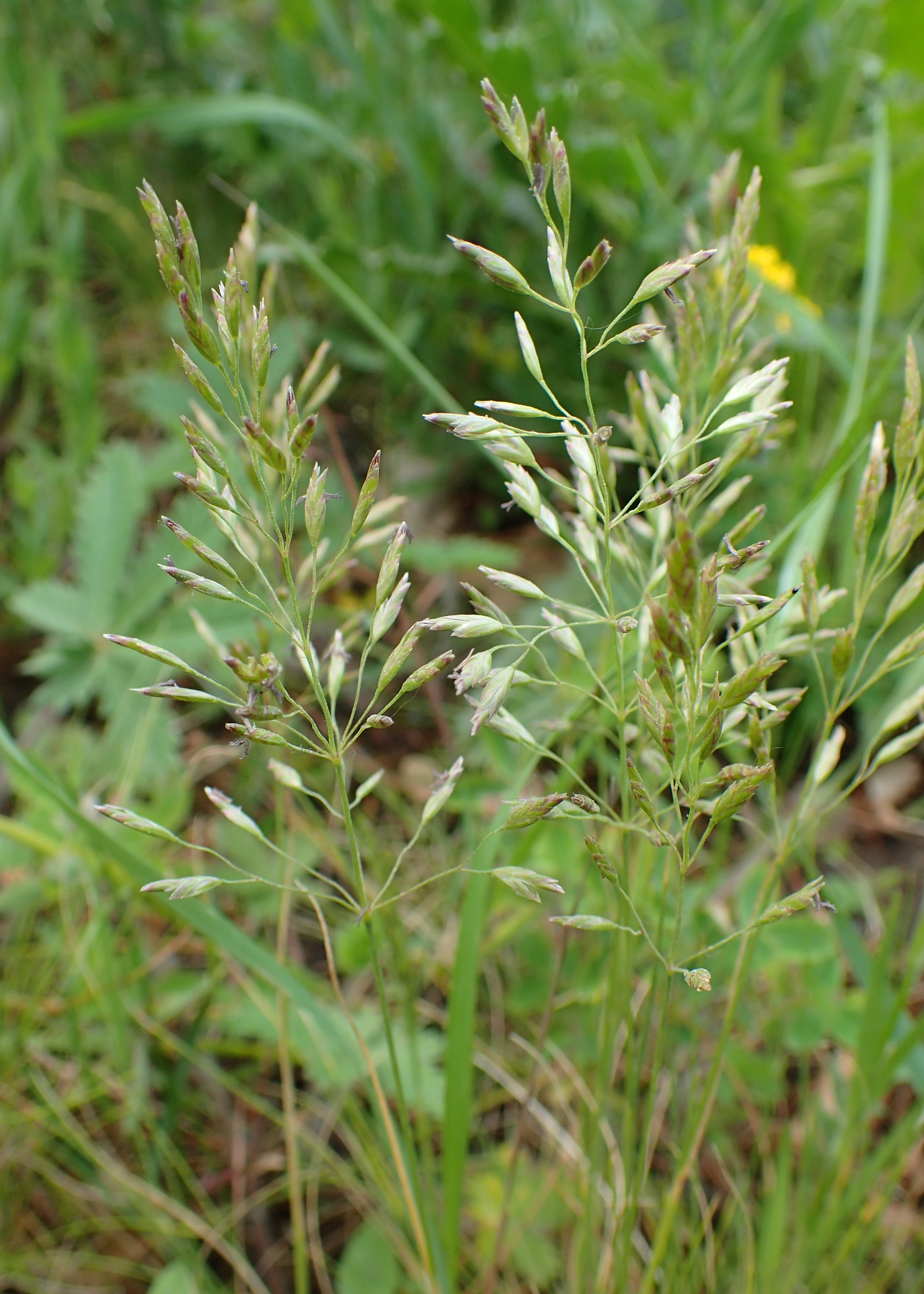
Violettes Rispengras, Blütenstand

### Vegetative Merkmale
Das Violette Rispengras ist ein ausdauerndes Gras, das blaugrüne, kleine, dichte Horste mit zahlreichen Erneuerungssprossen bildet. Die Halme sind 15–50 Zentimeter hoch, aufrecht oder gekniet-aufsteigend, mit 1–2 dunkel gefärbten Knoten. Die Blattscheiden sind bis zum Grunde offen, sie bleiben lange erhalten, sind strohfarben und bilden eine Strohtunika. Das Blatthäutchen ist bei den Erneuerungssprossen ein 3 Millimeter langer, zerrissener häutiger Saum, bei den oberen Halmblättern 3–7 Millimeter lang. Die Blattspreiten der frischen Pflanze sind flach-ausgebreitet bis rinnig und etwa 2 Millimeter breit. Sie sind trocken borstenförmig und 0,5 Millimeter breit.

### Generative Merkmale
Die Blütenrispe ist 4–12 Zentimeter lang, im Umriss länglich, dicht, gewöhnlich zusammengezogen. Die Seitenäste gehen zu 5–7(–9) von der Hauptachse ab. Die Ährchen sind 3- bis 5-blütig, 4,5 bis 7 Millimeter lang, seitlich zusammengedrückt, grün, meist violett überlaufen. Die Hüllspelzen sind dreinervig, 3 bis 4,5 Millimeter lang. Die Deckspelzen sind fünfnervig, 3,6 bis 4 Millimeter lang, schwach gekielt, von denen zumindest die unteren in eine 0,3 bis 1 Millimeter lange Granne auslaufen. Die Vorspelzen sind fast so lang wie die Deckspelzen, zweinervig. Die Staubbeutel sind 1,8 bis 2 Millimeter lang.
Die Blütezeit ist Juli bis August.
Die Chromosomenzahl ist 2n = 14 oder 28.

## Verbreitung
Das Violette Rispengras kommt von Mitteleuropa und Südeuropa bis in die nordwestliche Türkei vor. Das Verbreitungsgebiet liegt in den Ländern Spanien, Frankreich, Korsika, Italien, Sizilien, Schweiz, Österreich, Polen, der Slowakei, der Balkanhalbinsel, Bulgarien, Rumänien, Ukraine und Türkei. In Deutschland und in Tschechien fehlt die Art.

## Ökologie
Das Violette Rispengras gedeiht in Trockenrasen besonnter, warmer Hänge, in Felsritzen und auf Felsen auf trockenen, kalkfreien, neutralen bis schwach sauren, nährstoffarmen, steinigen Böden. Es gedeiht in der Gesellschaft des Poo-Avenetum pratensis, ist ein Trockenheitszeiger und Magerkeitszeiger. Es kommt vorwiegend in der subalpinen Stufe vor. In Graubünden steigt es in Pontresina bis 2970 Meter und im Val da Fain bis 2735 Meter Meereshöhe auf.
Die ökologischen Zeigerwerte nach Landolt & al. 2010 sind in der Schweiz: Feuchtezahl F = 2 (mäßig trocken), Lichtzahl L = 4 (hell), Reaktionszahl R = 2 (sauer), Temperaturzahl T = 2 (subalpin), Nährstoffzahl N = 3 (mäßig nährstoffarm bis mäßig nährstoffreich), Kontinentalitätszahl K = 4 (subkontinental).

## Taxonomie und Systematik
Das Violette Rispengras wurde als Poa variegata 1791 von Lamarck in Tableau encyclopédique et méthodique, vol. 1, S. 181 erstbeschrieben. Die Art wurde dann von Michel Kerguélen (1928–1999) in Lejeunia, n.s., vol. 110: 56 (1983) als Bellardiochloa variegata (Lam.) Kerguélen in die Gattung Bellardiochloa gestellt. Die Gattung Bellardiochloa war 1929 von Emilio Chiovenda (1871–1941) in Stud. Veg. Piemonte, S. 60 aufgestellt worden. Der Gattungsname ehrt den italienischen Arzt und Botaniker Carlo Antonio Lodovico Bellardi (1741–1826). Synonyme von Bellardiochloa variegata (Lam.) Kerguélen sind:  Poa violacea Bellardi, Festuca poiformis Host, Festuca rhaetica Suter, Festuca aetnensis C.Presl, Poa aetnensis Guss. und Bellardiochloa violacea (Bellardi) Chiov.
Manche Autoren unterscheiden die Unterarten:
- Bellardiochloa variegata subsp. aetnensis (C. Presl) Giardina & Raimondo (Syn.: Festuca aetnensis C.Presl): Sie kommt nur auf Sizilien vor.[4]
- Bellardiochloa variegata subsp. nebrodensis (Asch. & Graebn.) C.Brullo, Brullo, Giusso & Sciandr. (Syn.: Poa violacea var. nebrodensis Asch. & Graebn.)[4]
- Bellardiochloa variegata (Lam.) Kerguélen subsp. variegata.